# Tarvos (satèl·lit)
Tarvos o Saturn XXI és un satèl·lit irregular prògrad de Saturn. Fou descobert per l'equip de Brett Gladman, John J. Kavelaars i d'altres l'any 2000 i rebé la designació provisional de S/2000 S 4.

## Característiques
Tarvos té un diàmetre d'uns 15 quilòmetres i orbita Saturn a una distància mitjana de 17,982 milions de km en 926,1 dies, amb una inclinació de 35° a l'eclíptica (39° a l'equador de Saturn), amb una excentricitat de 0,536. Tarvos forma part del grup de satèl·lits de Saturn conegut com a grup gal, un grup de satèl·lits prògrads de Saturn amb característiques similars. Es pensa que Tarvos podria haver-se originat pel trencament d'un satèl·lit més gros o ser un fragment d'Albiorix.

El seu nom prové del déu Tarvos (Tarvos trigaranus) de la mitologia celta, descrit com un déu brau que porta tres grues a l'esquena i company freqüent de Teutatès.